# Caghuse
La caghuse, ou simplement rouelle, est un plat chaud, spécialité régionale de Picardie,.

## Historique
La ou le caghuse, aussi appelé la rouelle picarde, serait un plat originaire du Vermandois, l'époque de sa création est inconnue. On le cuisinait cependant dans toute la Picardie, il est aujourd'hui quelque peu délaissé.

## Caractéristiques
C'est un plat consistant, généralement préparé durant les mois les plus froids. Il s'agit d'une rouelle de porc cuite au four ou en cocotte durant plusieurs heures, accompagnée d'oignons émincés, d'un mélange d'eau et de vinaigre ; certaines recettes ajoute du vin blanc ou du cidre. Selon la région, la caghuse est accompagnée(e) de légumes ou de féculents.
La version du nord de l'Aisne ne comporte que la rouelle et les oignons ; on y ajoute des légumes dans le Laonnois ; et on ajoute aux légumes des haricots blancs ou des flageolets dans le Soissonnais.
Dans certaines variantes on remplace la rouelle par du jarret de porc ou l'on ajoute du jarret à la rouelle.